# Copris bihamatus
Copris bihamatus är en skalbaggsart som beskrevs av Vladimir Balthasar 1965. Copris bihamatus ingår i släktet Copris och familjen bladhorningar. Inga underarter finns listade i Catalogue of Life.